# Astérix le Gaulois (phim)
Astérix le Gaulois (Astérix xứ Gaul) là một bộ phim hoạt hình do Pháp/Bỉ phát hành năm 1967, dựa trên tập truyện tranh Astérix le Gaulois cùng tên, cũng là tập truyện đầu tiên của bộ truyện tranh Asterix do René Goscinny và Albert Uderzo sáng tác. Phim theo sát nội dung của truyện.
Phim ban đầu dự kiến được chiếu trên sóng truyền hình Pháp, tuy nhiên đã được đổi thành phim chiếu rạp. Phim do hãng Dargaud (nhà xuất bản của bộ truyện tranh) sản xuất mà không có sự tham gia của Uderzo và Goscinny. Goscinny và Uderzo không hài lòng với sản phẩm này, và thành công trong nỗ lực ngăn cản việc phát hành phần phim tiếp theo, Asterix và chiếc liềm vàng. Sau đó, hai người buộc Dargaud đảm bảo rằng tất cả các bộ phim hoạt hình chuyển thể phải chịu sự tư vấn của họ, bắt đầu với Asterix và Cleopatra.